# Xylota spinipes
Xylota spinipes är en tvåvingeart som beskrevs av Charles Howard Curran 1928. Xylota spinipes ingår i släktet vedblomflugor, och familjen blomflugor. Inga underarter finns listade i Catalogue of Life.